# آناهیتا (فیلم)
آناهیتا فیلمی سینمایی به کارگردانی عزیزالله حمیدنژاد و ساخت سال ۱۳۸۸ ایران است.

## بازیگران
| بازیگر            | نقش              |
| ----------------- | ---------------- |
| میترا حجار        | خورشید           |
| شهاب حسینی        | بهنام            |
| پوریا پورسرخ      | فواد             |
| نرگس محمدی        | مهرناز           |
| افسانه ناصری      | پرستار بیمارستان |
| محمدرضا داوودنژاد | مالک ساختمان     |
| مریم سلطانی       | فهیمه            |
| حمید صفایی        | سروان جاهد       |
| سامان ارسطو       | دکتر             |

## عوامل
- صدابردار: محمود خرسند
- طراح صحنه و لباس: بهزاد کزازی

دستیار اول حمید اصغری و مدیر صحنه فرهود جوادی آرپاتپه
- طراح چهره‌پردازی: کوروش علیزاده

## جزئیات
- ژانر: علمی، جنایی، درام
- رنگ: رنگی
- صدا: Mono
- لوکیشن: تهران

## خلاصه فیلم
خورشید و مهرناز دو دانشجوی رشتهٔ شیمی هستند که در ساختمانی متروک، آزمایشگاهی دایر و در آن‌جا تحقیقاتشان را روی کریستال‌های مولکول آب آغاز کرده‌اند. پس از مدتی و در جریان این تحقیق، مهرناز به طور مرموزی در آزمایشگاه کشته می‌شود. خورشید که در اثر این حادثه ضربهٔ روحی سختی خورده، می‌کوشد با آزمایش‌های خاص ابداعی‌اش، به راز این جنایت پی ببرد.